# Anita de Montemar
Anita de Montemar (Ave sin Nido) fue una telenovela mexicana producida por Valentín Pimstein para Teleprogramas Acapulco, S.A. -una empresa productora que formaba parte de Telesistema Mexicano, hoy Televisa- en 1967. Fue protagonizada por Amparo Rivelles y Raúl Ramírez con Magda Guzmán como la villana principal.

## Argumento
Anita de Montemar es una joven que vive y estudia en un colegio de monjas. Un día aparece el ingeniero Carlos Miranda, quien se viene a hacer cargo de unos arreglos que necesita el colegio. Ambos se conocen y se enamoran, y poco después se casan. La felicidad se ve truncada cuando Anita descubre que no puede tener hijos. Entonces Carlos recibe la ayuda de su amiga Carlota, quien decide entregarles a su hija Alicia ya que ella no puede mantenerla por su precaria situación económica. Anita y Carlos acogen con cariño a la niña y la crían como si fuera suya. Sin embargo, Anita no sabe que Alicia en realidad es la verdadera hija de Carlos que tuvo con Carlota, quien en realidad es su examante. A pesar de ese secreto, el matrimonio ve crecer felizmente a su hija Alicia, quien al pasar veinte años ya se ha convertido en una bella jovencita. Pero la felicidad de la familia empieza a indignar a Carlota. Y como la verdad no puede callarse para siempre, finalmente se conoce el verdadero origen de Alicia y Anita, destrozada, decide alejarse de su familia.

## Elenco
- Amparo Rivelles - Anita de Montemar
- Raúl Ramírez - Ingeniero Carlos Miranda
- Irma Lozano - Alicia Miranda de Montemar
- Magda Guzmán - Carlota
- Sara García
- María Eugenia Ríos - Ofelia
- Jorge Lavat - Héctor
- Jorge Mateos
- Fernando Mendoza
- Carlos Navarro - Dr. Mendoza
- Mercedes Pascual - Conchita
- Josefina Escobedo - Constanza
- Miguel Suárez - Sr. Mercado